# Shade (canción de Dragon Ash)
«Shade» es el duodécimo maxisencillo de la banda japonesa Dragon Ash, lanzado en 2004. Para la canción "The Lily", se utilizó el poema de William Blake, "The Lily".

## Canciones
1. «Shade» – 4:22
2. «Shade» (Boom Boom Satellites Remix) – 5:28
3. «The Lilly» – 2:58

- Datos: Q7460256